# Megarthroglossus weaveri
Megarthroglossus weaveri är en loppart som beskrevs av Eads et Campos 1977. Megarthroglossus weaveri ingår i släktet Megarthroglossus och familjen mullvadsloppor. Inga underarter finns listade i Catalogue of Life.